# Young@Heart
Young@Heart (Y@H) ist ein US-amerikanischer Laienchor. Chorleiter ist der Gründer Bob Cilman, die Besetzung besteht aus etwa 30 Sängerinnen und Sängern im Alter zwischen 70 und 100 Jahren und machte die Formation der Seniorenchöre bekannt. Der Chor verfügt über eine Repertoire an Arrangements der Rockmusik, des Punk, und der Popmusik, etwa Songs der Talking Heads, The Clash, Manfred Mann, Rolling Stones, John Lennon.
Die befremdliche und amüsante Mischung aus teils beachtlicher musikalischer Qualität, körperlicher Gebrechlichkeit der Sänger, deren Enthusiasmus und aktionistischer Darbietung, sowie klassischen und zeitgenössischen Songs der modernen Unterhaltungsmusik, deren bekannte Texte im Kontext der Interpreten ganz neue inhaltliche Aspekte bekommen, erfuhr außergewöhnliche Rezeption.

## Geschichte
Bob Cilman und Judith Sharpe organisierten 1982 in einer Altenwohneinrichtung in Northampton (Massachusetts), dem Walter Salvo House, eine Gesangsgruppe. 1983 trat die Gruppe das erste Mal als Chor mit dem Programm Stompin’ at the Salvo auf.
Ende der 1980er Jahre sowie Anfang der 1990er Jahre entstanden mehrere Produktionen in Zusammenarbeit mit anderen Musikbands wie beispielsweise das Stück Boola Boola Bimini Bop mit einer Latino-Breakdance-Gruppe, 1988 Oh No a Condo mit einer Gruppe kambodschanischer Folk- und Punk-Künstler und 1991 Louis Lou I – A Revolting Musical (einem Stück über die französische Revolution mit Liedern von Frank Sinatra) mit Roy and No Theater, mit denen der Chor bereits am Beginn zusammengearbeitet hatte. 1997 fand ein Auftritt beim R Festival in Rotterdam statt. Anschließend folgten von 1997 bis 2004 zwölf Tourneen durch Europa, Australien und Kanada, mit den No-Theater-Bühnenstücken Road to Heaven und Road to Nowhere, sowie End of the Road zwischen 2009 und 2011.
Das Konzertprogramm des Chores Alive and Well wurde in einer BBC-Dokumentation von Walker George festgehalten, die zahlreiche Preise wie den Rose d’Or Special Price 2007, den Gilde-Filmpreis Dokumentation 2009, Atlanta Film Festival Publikumspreis 2009 und den Warsaw International Film Festival Publikumspreis 2009 erhielt.
Zu den wichtigeren Solisten des Chores gehörten Diamond Lillian Aubrey, Eileen Hall († 2007), Warren Clark, Ralph Intorcio und Fred Knittle († 2009). Die älteste aktive Sängerin war Anna Main (* 1889), die bis zu ihrem 99. Lebensjahr im Chor mitsang. 2011 umfasste die Besetzung 30 Sänger und Sängerinnen aus den Jahrgängen zwischen 1928 und 1939 sowie einer 7-köpfigen Begleitband.

## Diskographie
- 2008: Mostly Live
- 2008: Young@Heart

## Medien
- Young@Heart, Regie: Stephen Walker, Produzent: Sally George; Kamera: Ed Marritz, Simon Poulter, Editor: Chris King; Fox Searchlight Pictures, UK 2008
Der Film enthält I Wanna Be Sedated (Ramones), Dancing in the Dark (Bruce Springsteen); Golden Years (David Bowie); Schizophrenia (Sonic Youth); I Got You (I Feel Good) (James Brown); Fix You (Coldplay); Road to Nowhere (Talking Heads); als Bonus-Tracks: Stayin’ Alive (Bee Gees); I Will Survive (Gloria Gaynor)